# Phyllophaga yaxbitana
Phyllophaga yaxbitana är en skalbaggsart som beskrevs av Moron 2000. Phyllophaga yaxbitana ingår i släktet Phyllophaga och familjen Melolonthidae. Inga underarter finns listade i Catalogue of Life.